# اثر سیلویا پلات

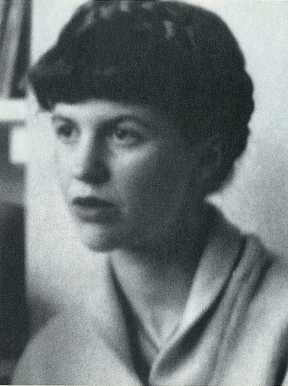
سیلویا پلات

اثر سیلویا پلات (انگلیسی: Sylvia Plath effect) به این پدیده اطلاق می‌شود که شاعران در مقایسه با سایر نویسندگان خلاق، بیشتر در معرض ابتلا به بیماری‌های روانی قرار دارند. این اصطلاح در سال ۲۰۰۱ توسط روان‌شناس آمریکایی، جیمز سی. کافمن ابداع شد. این پدیده به نام شاعر و نویسندهٔ آمریکایی، سیلویا پلات، نام‌گذاری شده است که در سن ۳۰ سالگی با خودکشی به زندگی خود پایان داد.
بر اساس پژوهش‌های کلی‌تر، از دوران نوجوانی تا بزرگسالی، احتمال ابتلای زنان به افسردگی دو برابر بیشتر از مردان است. تحقیقات کافمن نشان داد که زنان شاعر بیش از هر گروه دیگری از نویسندگان در معرض بیماری‌های روانی قرار دارند. علاوه بر این، زنان شاعر بیشتر از سایر زنان صاحب نام مانند سیاستمداران، بازیگران و هنرمندان، احتمال ابتلا به بیماری روانی را دارند.
اگرچه مطالعات زیادی (برای مثال، اندریسن، ۱۹۸۷؛ جیمیسون، ۱۹۸۹؛ لادویگ، ۱۹۹۵) نشان داده‌اند که نویسندگان خلاق مستعد ابتلا به بیماری‌های روانی هستند، این رابطه به‌طور عمیق مورد بررسی قرار نگرفته است.
کافمن، خود در سرمقاله‌ای برای ژورنال روان‌شناسی اروپا، جستار خود را نادرست دانست. او اظهار داشت: «هرچه بالغ‌تر شدم و جنبه‌های بیشتری از خلاقیت را مطالعه کردم، از میراث اثر سیلویا پلات کمتر هیجان‌زده شدم [...] من چندین دلیل علیه اهمیت کار خودم ارائه دادم».
بیماری و خودکشی پلات موضوع مقالات بسیاری در مجلات علمی بوده است، اما تقریباً همهٔ آن‌ها بر توضیحات روان‌پویه‌شناسی تمرکز داشته و در پرداخت مستقیم به شرح حال بالینی و تشخیص بیماری او ناموفق بوده‌اند. این دیدگاه به‌طور گسترده‌ای رواج یافته که او به اختلال دوقطبی مبتلا بوده است.

## شواهد پشتیبان
در یک مطالعه، ۱۶۲۹ نویسنده از نظر علائم بیماری روانی مورد بررسی قرار گرفتند. مشخص شد که زنان شاعر به‌طور قابل‌توجهی بیشتر از نویسندگان زن داستان‌نویس یا هر نوع از نویسندگان مردی، احتمال ابتلا به بیماری روانی را دارند. در مطالعهٔ دیگری ۵۲۰ زن صاحب نام (شاعران، نویسندگان داستان‌نویس، نویسندگان غیرداستانی، هنرمندان تجسمی، سیاستمداران و بازیگران) مورد بررسی قرار گرفتند و بار دیگر مشخص شد که شاعران به‌طور چشمگیری بیشتر از دیگر گروه‌ها در معرض بیماری روانی قرار دارند.
در مطالعه‌ای دیگر که توسط دپارتمان روان‌پزشکی در مرکز پزشکی دانشگاه کنتاکی انجام شد، مشخص شد که نویسندگان زن نه‌تنها بیشتر به اختلالات خلقی مبتلا می‌شوند، بلکه بیشتر در معرض حملات پانیک، اضطراب عمومی، سوءمصرف مواد و اختلالات خوردن نیز قرار دارند. نرخ ابتلا به چندین اختلال روانی نیز در میان این نویسندگان بالاتر بود. اگرچه این موضوع به‌طور عمیق بررسی نشده، سوءاستفادهٔ فیزیکی یا جنسی در دوران کودکی نیز به‌عنوان یک عامل احتمالی در مشکلات روانی دوران بزرگسالی مطرح شده است.
امتیازهای آسیب‌شناسی روانی تجمعی افراد، گزارش‌های آن‌ها دربارهٔ سوءاستفاده در دوران کودکی، مشکلات روانی مادرانشان و امتیازهای خلاقیت ترکیبی والدینشان، به‌طور قابل‌توجهی پیش‌بینی‌کنندهٔ بیماری‌های آن‌ها بودند. نرخ بالای برخی اختلال‌های هیجانی در نویسندگان زن، نشان‌دهندهٔ ارتباط مستقیم میان خلاقیت و آسیب‌شناسی روانی بود؛ اما این روابط کاملاً واضح نبودند. نتایج تحلیل‌های پیشگویانه نشان داد که عوامل خانوادگی و محیطی نیز به نظر می‌رسد در این موضوع نقش داشته باشند.

## مرگ سیلویا پلات
پس از اینکه پلات چندین بار تلاش کرد خودکشی کند، جان هوردر، یکی از دوستان نزدیک او، تنها چند روز پیش از اینکه پلات جان خود را بگیرد، برایش داروهای ضدافسردگی تجویز کرد. هوردر هر روز به دیدن پلات می‌رفت و تلاش زیادی کرد که او را در بیمارستان بستری کند. پس از مخالفت پلات، هوردر ترتیبی داد که پرستاری برای مراقبت دائمی از او در خانه حضور داشته باشد.
برخی منتقدان معتقدند که از آنجا که داروهای ضدافسردگی معمولاً تا سه هفته طول می‌کشد تا اثر کنند، نسخه‌ای که هوردر برای پلات تجویز کرده بود احتمالاً کمکی به او نکرده است. برخی دیگر می‌گویند پزشک آمریکایی پلات به او هشدار داده بود که هرگز دوباره داروی ضدافسردگی‌ای که هوردر تجویز کرده بود را مصرف نکند، زیرا مشخص شده بود که این دارو افسردگی او را تشدید می‌کند. با این حال، گفته می‌شود هوردر این دارو را با نام تجاری متفاوتی تجویز کرده بود که پلات آن را نمی‌شناخت.
در ۱۱ فوریه ۱۹۶۳، پلات بر اثر مسمومیت با کربن مونوکسید در آشپزخانه‌اش درگذشت. او سرش را داخل فر گذاشته و برای محافظت از فرزندانش که در خواب بودند، درزهای اتاق‌ها را با حوله‌ها و پارچه‌های خیس پوشانده بود.

## برای مطالعهٔ بیشتر
- Bailey DS (November 2003). "The Sylvia Plath effect". Monitor on Psychology. American Psychological Association. 32 (10): 42.